# Isseroda
Isseroda är en ortsteil i staden Grammetal i Landkreis Weimarer Land i förbundslandet Thüringen i Tyskland. Isseroda var en kommun fram till den 31 december 2019 när den uppgick i Grammetal. Kommunen Isseroda hade 561 invånare 2019.